# Studio 2 Stereo Records
Studio 2 Stereo Records es un sello audiófilo fundado por EMI en 1965, el cual fue operado en principio bajo el sello de EMI Columbia. El sello emitió  música clásica y música easy listening. En 1973, la impronta de Columbia fue reemplazada por la de EMI Records en los lanzamientos de Studio 2 Stereo. Además se emitieron álbumes de sonido cuadrafónico en la década de 1970. Su principal rival fue Phase 4 Stereo, operado por la británica Decca Records.